# Pieter Sergeysels
Petrus Franciscus Sergeysels (Antwerpen, 30 april 1791 – Borgerhout, 9 mei 1873). Hij was een winkelier en werd op 4 maart 1854 tot burgemeester van Borgerhout benoemd. Hij beijverde zich vooral voor nieuwe riolen en de kasseilegging der straten. Na een dispuut in de gemeenteraad over het sluitingsuur der herbergen, werd hij in de minderheid gesteld en diende hierop zijn ontslag in als burgemeester. Op 25 juli 1859 werd hij opgevolgd door Jozef Mellaerts.